# Зеглио, Нелсон
Нелсон Зе́глио (порт.-браз. Nelson Zéglio; 21 ноября 1926, Сан-Паулу — 25 февраля 2019) — бразильский футболист, нападающий.

## Карьера
Нелсон Зеглио начал карьеру в клубе «Татуапе». Затем он выступал за клуб «Сан-Паулу», в котором провёл 5 матчей и забил 3 гола.
С 1950 года Зеглио стал играть за основной состав команды. В 1951 году Зеглио отправился по Францию, став игроком клуба «Сошо». 9 сентября он дебютировал в основном составе команды в матче с «Лансом», в котором его команда проиграла со счётом 1:3, а единственный гол в составе «Сошо» забил Зеглио. Он провёл в клубе шесть матчей, после чего в январе 1952 года был арендован «Монпелье».
В сентябре 1952 года Зеглио перешёл в «Пари». В 1954 году футболист стал игроком клуба «Рубе-Туркуэн». В этой команде Зеглио получил тяжёлую травму и был вынужден завершить карьеру. По другим данным он играл ещё в Бразилии, где, в свою очередь завершил карьеру. Нелсон возвратился на родину, где стал работать директором по связям с общественностью в местном представительстве Air France. На этой должности Зеглио пробыл 20 лет.